# Doxing
Doxing ili doxxing, poznato i kao doksiranje, čin je javnog objavljivanja osobnih informacija pojedinca ili organizacije, najčešće putem interneta i bez dozvole. Pojam se u uporabi odnosi na prikupljanje informacija iz javnih baza podataka i društvenih mreža, kao i objavu prethodno privatnih ili sakrivenih informacija prikupljenih putem kriminalnih djela ili prijevara (poput hakiranja ili društvenog inženjeringa).[nedostaje izvor]
Prikupljanje i objava javno dostupnih podataka najčešće su legalni, no mogu biti ograničeni zakonima o uhođenju i zastrašivanju. Doxing može za svrhu imati internetsko posramljivanje, ucjenu ili pak osvetništvo čiji je cilj pomoć policiji. Ponekad se povezuje s hacktivizmom.

## Etimologija
Doxing je novotvorenica. Skovana je iz pokrate dox (od engl. docs, documents, 'dokumenti'). Pokrata dox došla je iz slengovskog izraza dropping dox ('puštanje dokumenata'). Mat Honan iz Wireda navodi da izraz označuje »taktiku za osvećivanje koja je proizišla iz hakerske kulture 1990-ih godina«. Hakeri su u to doba rabili probijanje anonimnosti neprijatelja kao način šikaniranja ili dovođenja u probleme sa zakonom.
Doxing često ima negativnu konotaciju zbog toga što se povezuje s osvetničkim ponašanjem i narušavanjem privatnosti.

## Tehnike
Jednom kada su nečije informacije objavljene u doxingu, ta osoba može postati meta uznemiravanja uživo, lažnih prijava na poštanske pretplate, napasnog naručivanja hrane ili slanja pošte na kućnu adresu te swattinga – namjernog pozivanja naoružanih policijskih jedinica (prema američkoj postrojbi SWAT) na nečiju adresu lažnim prijavama ili lažnim hitnim pozivima. 
Lažna prijava policiji i prizivanje ekipe za hitne slučajeve nezakonito je i kažnjivo u većini jurisdikcija jer članovi ekipe tada nisu dostupni u slučaju stvarnih slučajeva.
Doxing je također prisutan na aplikacijama za upoznavanje. U anketi provedenoj 2021. godine, 16 % ispitanika prijavilo je da su bili žrtve doxinga putem tih aplikacija. U istraživanju partnerskog nasilja iz 2018. godine, 28 od 89 sudionika prijavilo je da su njihovi zlostavljači-partneri slali njihove osobne informacije trećim stranama u svrhu ponižavanja ili posramljivanja. To je uključivalo slanje intimnih fotografija i krađu identiteta žrtve.
Zlostavljači također mogu svojim žrtvama pokazati njihove osobne informacije kako bi dokazali da su ih doksirali, što je oblik zastrašivanja. Zlostavljač tako može dobiti nadmoć nad žrtvom koju rabi za ucjenjivanje ili prisiljavanje. Doxing je tako standardna taktika za internetsko zlostavljanje, a koristili su ju i ljudi povezani s Gamergateom i zavjerama o cjepivima.